# Hafenpriel Wittdün

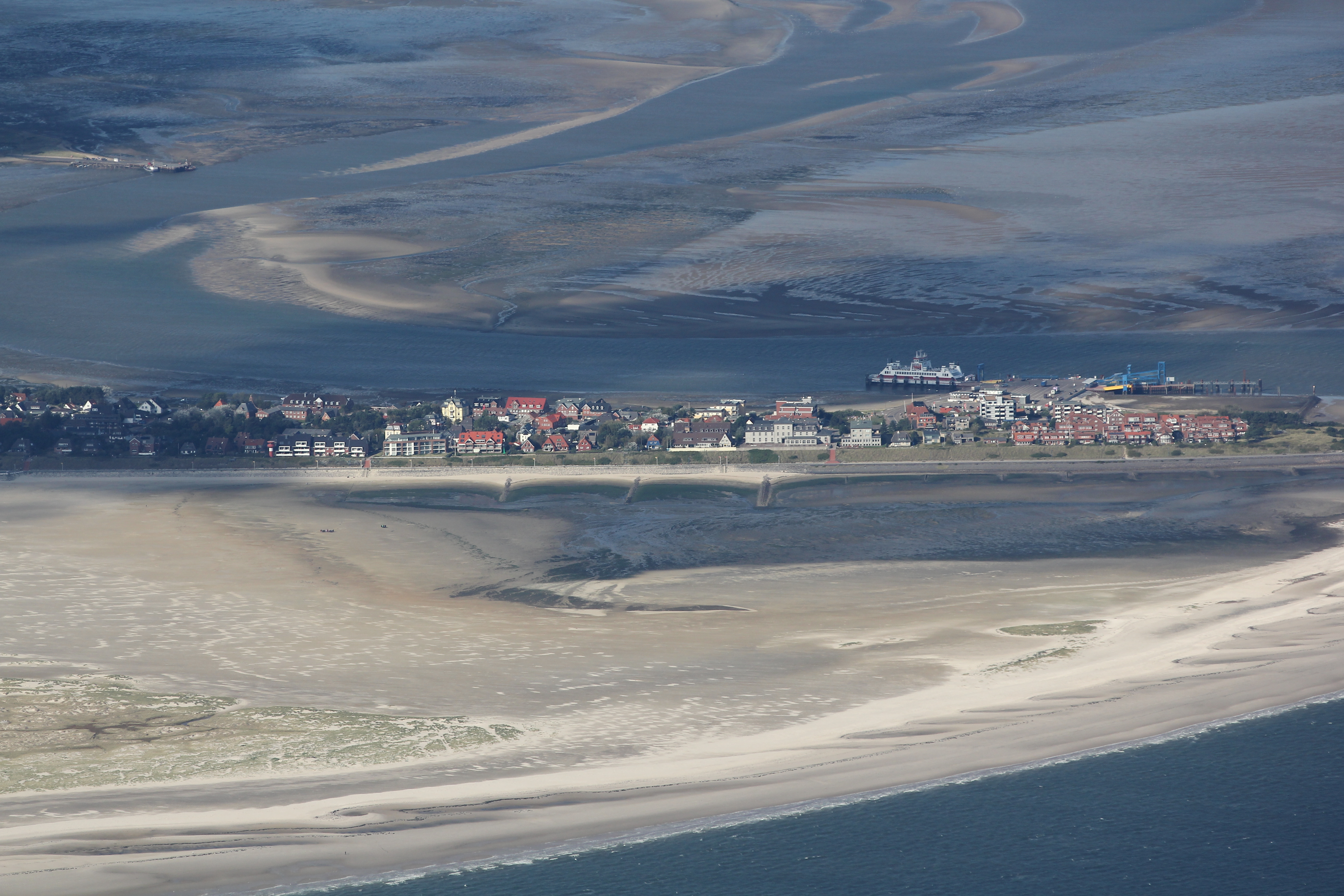
Der Hafenpriel Wittdün (Bildmitte)

Der Hafenpriel Wittdün ist ein Priel im nordfriesischen Wattenmeer. Er verläuft unmittelbar an der Südostseite der Insel Amrum von der Norderaue küstenparallel 
nordwärts und wird östlich von den Sänden Hubsand und Mittellochsknob begrenzt.